# Xenomystax trucidans
Xenomystax trucidans és una espècie de peix pertanyent a la família dels còngrids.

## Descripció
- Pot arribar a fer 64,5 cm de llargària màxima.[5][6]

## Hàbitat
És un peix marí i batidemersal que viu fins als 1.316 m de fondària.

## Distribució geogràfica
Es troba a l'Índic occidentals: les illes Maldives i Lakshadweep.

## Observacions
És inofensiu per als humans.